# Ric Fierabracci
Ric Fierabracci is een Amerikaans jazzbasgitarist die met diverse artiesten getoerd en/of opnames gemaakt heeft, zoals Frank Gambale, Chick Corea, Tom Jones, Dave Weckl, Bradley Joseph, Shakira, Nancy Sinatra, Planet X, The 5th Dimension, The Beach Boys en Yanni. Hij is te zien en horen op de concertvideo's en albums van Yanni, te weten Yanni Live at the Acropolis, Yanni Live at Royal Albert Hall, Tribute en in 2003 toerende met de wereldtournee Ethnicity. Hij is ook te zien op de muziekvideo "Inevitable" van Shakira. Fierabracci was ook de huisbassist van de jazzclub "The Baked Potato" in Los Angeles totdat hij naar New York verhuisde. Tevens heeft hij aan talloze tv- en film-jingles bijgedragen.

## Discografie
- Hemispheres (2007) met Phil Turcio achter de keyboards, Joel Rosenblatt op de drums en bekkens, en Ric Fierabracci op de bassen. Dit album werd genomineerd voor een Grammy Award voor Best Contemporary Jazz Album in 2008. Gasten zijn onder andere: Dave Weckl, Gary Meek, Walter Rodriguez, Brett Garsed, Eric Marienthal, Jeff Miley, Bob Sheppard, Steve Tavaglione, Christian Howes, Bill Evans, Brian Monroney, Doug Webb, Joel Hoekstra en Agah Bahari.